# Framura
Framura é uma comuna italiana da região da Ligúria, Província da Spezia, com cerca de 746 habitantes. Estende-se por uma área de 18 km², tendo uma densidade populacional de 41 hab/km². Faz fronteira com Bonassola, Carrodano, Deiva Marina, Levanto.
Faz parte da rede das Aldeias mais bonitas de Itália.

## Demografia
| Variação demográfica do município entre 1861 e 2011                               |
|                                                                                   |
| Fonte: Istituto Nazionale di Statistica (ISTAT) - Elaboração gráfica da Wikipedia |